# Ридл (Орегон)
Ридл (англ. Riddle) — город в Дугласе (Орегон, США). Согласно переписи 2010 года, население составляет 1185 человек.

## История
Город назван в честь своего основателя, Джона Боузмана Риддла. Его отец, Уильям Х. Риддл, был уроженцем Спрингфилда (Иллинойс); он поселился в этой местности в 1851 году. К 1881 году на линии Южной тихоокеанской железной дороги к югу от Розберга была станция под названием Ридлсбург, которая в 1882 году была переименована в Ридлс. Затем, в 1889 году, она стала Ридл. Почтовое отделение здесь открылось в 1882 году.
Дж. Б. Риддл приобрёл земельный участок у JQC VanDenbosch в возрасте девятнадцати лет, в 1863 году. В 1869 году он продал 140,5 акров участка своему брату Эбнеру. Когда построили железную дорогу, она проходила между владениями братьев. Джон воспользовался возможностью и занялся бизнесом вместо сельского хозяйства. Он и его вторая жена, Мэри Кэтчинг, построили отель в месте, которое впоследствии стало городом Ридл.

## География
Ридл находится примерно в 40 км к югу от Розберга и в 350 км к югу от Портленда. Город расположен примерно в 6,4 км к западу от автомагистрали OR 99. Он стоит на высоте около 210 м над уровнем моря. Мимо Ридла протекает река Кау-Крик.
По данным Бюро переписи населения США, город имеет общую площадь в 1,63 км2; вся его территория находится на суше.

## Население
| Год переписи                              | Нас. |  | %±     |
| ----------------------------------------- | ---- |  | ------ |
| 1900                                      | 131  |  | —      |
| 1910                                      | 187  |  | 42,7%  |
| 1920                                      | 268  |  | 43,3%  |
| 1930                                      | 195  |  | −27,2% |
| 1940                                      | 214  |  | 9,7%   |
| 1950                                      | 634  |  | 196,3% |
| 1960                                      | 992  |  | 56,5%  |
| 1970                                      | 1042 |  | 5%     |
| 1980                                      | 1265 |  | 21,4%  |
| 1990                                      | 1143 |  | −9,6%  |
| 2000                                      | 1014 |  | −11,3% |
| 2010                                      | 1185 |  | 16,9%  |
| 1900–2010 — перепись населения. Источник: |      |  |        |

## Экономика
Ридл известен добычей никеля. Поблизости располагались никельсодержащие месторождения гарниерита в несколько квадратных миль. Шахта закрылась в 1987 году.